# Anoplophora malasiaca
Anoplophora malasiaca är en skalbaggsart som först beskrevs av Thomson 1865.  Anoplophora malasiaca ingår i släktet Anoplophora och familjen långhorningar. Inga underarter finns listade i Catalogue of Life.

## Bildgalleri

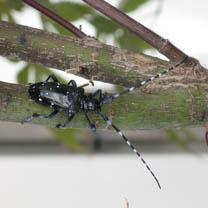